# سيريل تايلر
سيريل تايلر (26 يناير 1911 في المملكة المتحدة - 25 يناير 1996 بريدنغ في المملكة المتحدة) (بالإنجليزية: Cyril Tyler)‏ هو لاعب كريكت بريطاني (وحمل سابقاً جنسية المملكة المتحدة لبريطانيا العظمى وأيرلندا). لعب مع نادي مقاطعة غلوستر للكريكت ‏.

## وصلات خارجية
- سيريل تايلر على موقع إي آس بي آن كريك إنفو (الإنجليزية)